# 中国人民解放军北部战区总医院
中国人民解放军北部战区总院，隶属沈阳联勤保障中心，为三级甲等医院。

## 简介
1942年4月，新四军二师西分区卫生部第二医疗所在安徽省定远县藕塘区大朱家黄花岭成立。随即投入抗日战争中。第二次国共内战时期，1946年12月在涟水保卫战期间，医院奉命将300多名危重伤员安全转移到山东省日照县，开创了中共军队长途徒步转移伤员的范例。1947年11月，华东野战军成立东线兵团。华东野战军第三后方医院第一分院在山东省莱阳县整编为华东野战军东线兵团卫生部前方办事处野战医院。这时正值胶东保卫战打响两个月，医院临时奉命执行伤员转运总站的任务。在整个内战时期，医院先后参加涟水保卫战、莱芜战役、孟良崮战役、兖州战役、济南战役、淮海战役、渡江战役等战役战斗，辗转5个省数十个县市，行程数千公里，救治伤病员两万余名。
1950年6月朝鲜战争爆发。1950年11月，医院奉华东军区命令，除直属所划归卫生部仍留浙江省杭州市外，其余组成华东军区第十一野战医院，北上抵达辽宁省阜新市，接收救治来自朝鲜战场的伤员1.83万余人。
1954年，在全军医院整编中，中国人民解放军第二十二陆军医院改为中国人民解放军第二〇二医院。1956年，医院自辽宁省阜新市迁到辽宁省沈阳市马路湾。1964年9月，医院外科主任陶进东、主治医师杨国凡等人成功进行首例断手再植手术，立集体三等功。1970年代，医院成功研究出纤维光学子宫内窥镜，填补了国内空白；首次成功施行脑驾桥手术、肾上腺手术、肾移植手术。1976年，医院参加唐山大地震救援工作。1980年代，医院传染科主任曹文娥研究出使用复方氨基酸治疗肝昏迷、肝坏死、肝硬化长期黄疸等慢性肝病。1987年5月13日，医院奉命到大兴安岭火灾灾区执行救火医疗保障任务。1988年5月30日，全军第一个优生优育研究中心在医院落成。
1994年6月，医院成为全军第一家“爱婴医院”。1997年，医院在全军率先开通军人就医“绿色通道”。1998年8月18日，医院奉沈阳军区命令，派出医疗队到哈尔滨抗洪一线参加抗洪抢险任务。在哈尔滨松花江大堤上，中共中央政治局常委、国务院总理朱镕基代表中共中央、国务院同该医院医疗队医护人员逐一握手，并说：“向解放军学习，向解放军致敬！”
2003年9月，优生优育研究中心升为全军计划生育优生优育技术研究所。2005年，妇产科升为全军妇产科中心。2006年5月，医院成为全军首家实施辅助生殖技术的中心医院。2008年汶川大地震后，医院75名队员抵达绵竹重灾区，救治伤病员19217人次，并且为遇难家长建立生育档案1148份。2011年，医院成为辽宁省产前诊断中心。2012年12月16日，中国人民解放军第二〇二医院建院七十周年暨门急诊综合楼落成典礼在沈阳市和平区光荣街5号第二〇二医院门急诊综合楼举行。2015年8月19日，在中国卒中中心联盟（CSCA）首批卒中中心授牌仪式上，第二〇二医院神经内科正式挂牌成为中国“卒中中心”之一。2015年11月9日，中国医科大学正式与第二〇二医院建立非直属临床学院关系，这是辽宁省继辽宁省人民医院、辽宁省肿瘤医院后第三个加盟中国医科大学临床教学系统的大型公立医院。
2016年，在深化国防和军队改革中，中国人民解放军第二〇二医院由中国人民解放军沈阳军区联勤部转隶沈阳联勤保障中心。
中国人民解放军沈阳军区总医院，是一家位于中国辽宁省沈阳市沈河区集医疗、科研、教学为一体的大型综合三级甲等医院，始建于1948年11月，亦为中国东北地区最大的综合性部队医院。
2018年，中国人民解放军沈阳军区总医院和中国人民解放军第二〇二医院合并组建为中国人民解放军北部战区总医院。北部战区总医院在心血管外科、神经内外科、麻醉科等医科上颇有声誉。总医院亦担负着北部战区陆、海、空三军指战员的医疗保障任务。

## 历任领导
| 院长 …… - 张新生（1983年—？） …… - 赵炜（？—？） - 白晓忠（？—？） - 陆辉（？—） | 政治委员 …… - 尚衍明（？—？） - 张文教（？—？） - 张守春（？—） |